# Putsch d'Alger (1958)
Pour les articles homonymes, voir Putsch d'Alger.
Guerre d'Algérie
Batailles
- Toussaint rouge
- Opération Eckhmül
- Opération Aloès
- Opération Véronique (en)
- Opération Violette
- Massacres d'août 1955 dans le Constantinois
- Opération Timgad
- Bataille d'El Djorf
- Opération Oiseau bleu
- Embuscade de Palestro
- Bataille d'Alger
- Bataille de Bouzegza
- Bleuite
- Bataille de Timimoun
- Bataille des Frontières
- Combat du Fedj Zezoua
- Coup d'État du 13 mai 1958
- Opération Résurrection
- Opération Couronne
- Opération Brumaire
- Plan Challe
- Opération Jumelles
- Semaine des barricades
- Manifestations de décembre 1960
- Putsch des généraux

- Bataille de Bab El Oued
- Fusillade de la rue d'Isly
- Massacre d'Oran

Le putsch d'Alger de 1958 est la tentative de coup d'État menée à Alger (département d'Alger) le mardi 13 mai 1958, conjointement par l'avocat et officier parachutiste de réserve Pierre Lagaillarde, les activistes pieds noirs, les représentants à Alger des barons du gaullisme Léon Delbecque et Lucien Neuwirth, les généraux Raoul Salan, Edmond Jouhaud, Jean Gracieux, l'amiral Auboyneau avec l'appui de la 10e division parachutiste du général Massu et la complicité active des alliés de Jacques Soustelle et tacite des chefs d'États-Majors de l'Armée à Paris et de nombreux hauts fonctionnaires.
Dans le contexte de la guerre d'Algérie et d'une lutte pour le pouvoir, ce coup d'État militaire avait pour but d'empêcher la constitution du gouvernement Pierre Pflimlin et d'imposer un changement de politique allant dans le sens du maintien de l'Algérie française au sein de la République. La crise qu'il provoqua se solda par la fin de la « traversée du désert » pour le général en retraite Charles de Gaulle et son retour au pouvoir. Indirectement, cet événement est à l'origine de la fin de la Quatrième République et de l'avènement de la Cinquième République.
Cet évènement se déroule plus d'un siècle après le 2 décembre 1851, et trois ans avant l'échec du putsch des généraux de 1961. Quoiqu'il n'ait pas été mené jusqu'à son terme, il s'agit de la dernière tentative de coup d'État en France à ne pas se solder par un échec, à l'issue de l'opération Résurrection. En effet le coup de force en Algérie ainsi que la prise de la Corse sont menés à bien. Seule l'arrivée au pouvoir de Charles de Gaulle le 1er juin par une voie légale (sa nomination au poste de président du Conseil par René Coty), a convaincu les putschistes de faire cesser l'opération. Le but de celle-ci était précisément le retour de Charles de Gaulle au pouvoir. Sa dernière phase prévoyait une prise de contrôle de Paris par le parachutage de certaines unités, ainsi que l'appui d'officiers et hauts fonctionnaires gaullistes de France métropolitaine. De Gaulle ayant accédé légalement au pouvoir, l'opération avait déjà atteint son objectif, et il y fut mis un terme. Aucun des putschistes ne fut d'ailleurs poursuivi pour ses actes.

## Situation à Paris

### SFIO en crise et affaire de Sakiet
En 1958, la Section française de l'Internationale ouvrière (SFIO), parti de gauche regroupant plusieurs courants socialistes, est au pouvoir depuis la formation du gouvernement Guy Mollet. Sa gestion de la crise du canal de Suez (1956) puis l'affaire de Sakiet (1958) a provoqué de graves dissensions en son sein et suscité une crise de confiance entre l'armée et les dirigeants politiques. Au lieu de se résorber, celles-ci vont encore s'accentuer, contribuant à l'affaiblissement de l'autorité parisienne.

### Vacance du pouvoir et perspective politique
À la suite de la chute du gouvernement Félix Gaillard le 15 avril 1958, le pouvoir républicain est mis entre parenthèses pendant vingt-huit jours. Tour à tour Bidault puis Pleven échouent dans leur tentative de former un gouvernement. Le trouble ainsi installé dans l'ordre civil permet la prise du pouvoir par la force à Alger le 13 mai. Le détonateur est la perspective du choix de Pierre Pflimlin comme président du Conseil. Pflimlin est partisan de la négociation avec le FLN, ce que refusent les activistes à Alger.

## Situation à Alger

### La journée du 8 mai et le rejet des bons offices
Le 8 mai a lieu sur le Forum d'Alger (actuelle Esplanade de l'Afrique) la commémoration de la victoire de 1945 alors qu'à Paris le président de la République René Coty presse René Pleven pour former le gouvernement.

### Grève générale et hommage aux victimes
À la suite de la revendication par le FLN, le 9 mai, de l'exécution en Tunisie – indépendante depuis 1956 – de prisonniers français appelés du contingent en Algérie (sergent Robert Richomme, soldats René Decourteix et Jacques Feuillebois) par l'ALN, et à l'initiative du général Raoul Salan, les anciens combattants, Européens et musulmans, se rassemblent auprès du monument aux morts de 1870, 1914-1918 et 1939-1945, boulevard Laferrière d'Alger, en hommage aux trois victimes.

## Les préparatifs du coup d'État
Le coup d'État est mis au point le 12 mai 1958 par le Groupe des sept, comité secret dont le membre le plus déterminé est Pierre Lagaillarde.

## Déroulement du coup d'État

### Lagaillarde contre Delbecque
À Alger, deux factions convoitent le pouvoir mis en ballotage par la vacance prolongée du gouvernement depuis 28 jours. L'avocat et président de l'Association Générale des Étudiants d'Alger, Pierre Lagaillarde (il est âgé de 26 ans et devient par la suite député sans étiquette d'Alger) et ses alliés activistes du Groupe des Sept sont en rivalité avec les partisans gaullistes de Léon Delbecque, conseiller du ministre de la défense nationale gaulliste Jacques Chaban-Delmas, et chef du Comité de Vigilance, qui est lui-même en liaison avec Jacques Soustelle.

### Prise du bâtiment du Gouvernement Général
13 mai, midi : des voitures équipées de haut-parleurs invitent la population d'Alger à manifester dans le calme.
14 heures : grève générale en accord avec la décision du Comité de Vigilance. Les magasins sont fermés et les rideaux de fer tirés.
17 heures : depuis le plateau des Glières, Lagaillarde vêtu de son uniforme d'officier parachutiste de réserve (dit « tenue léopard »), lance ses troupes à l'assaut du gouvernement général (surnommé « GG », devenu après l'indépendance de l'Algérie le Palais du gouvernement), symbole de l'autorité parisienne en Algérie. Alger est alors la deuxième ville de la République en termes démographiques.
Après s'être opposés tout d'abord aux CRS qui font usage de gaz lacrymogène, puis aux troupes de la Circulation Routière (unité logistique de l'armée de terre dont l'uniforme particulier rappelle celui de la police militaire américaine coiffée du célèbre casque « M.P. ») et enfin aux parachutistes qui se refusent à ouvrir le feu sur des compatriotes français, les insurgés incendient la bibliothèque du GG contenant des documents administratifs.
Les insurgés, qui se décrivent comme des « Montagnards » (propos tenus par Massu lui-même), prennent le contrôle du GG.
Après le renversement in absentia du gouverneur socialiste Robert Lacoste jugé trop modéré par les partisans de l'Algérie française (Lacoste a quitté Alger pour Paris le 10 mai) un comité de salut public est constitué avec à sa tête des civils et des militaires, européens et arabes.

### Comité de salut public
Depuis le balcon du gouvernement général, le général Massu s'adresse à la foule algérienne amassée au pied du bâtiment par le biais de la lecture d'un télégramme officiel s'adressant au président de la République. Il demande la mise en œuvre d'un « gouvernement de salut public ». Le lendemain, du même balcon, le général Salan, nommé président du comité, précise la demande d'un nouveau gouvernement par un sonore « Vive de Gaulle ». Léon Delbecque, membre du RPF puis des Républicains sociaux et fidèle du général de Gaulle, devient vice-président du Comité de salut public. Un autre fidèle du général, Lucien Neuwirth, en fait aussi partie.
Cependant ce Comité de salut public n'a pas pour objet de « prendre le pouvoir » mais de peser sur les députés de Paris pour qu'ils mettent un terme à la quasi vacance du pouvoir générée par l'instabilité gouvernementale aiguë. Les acteurs du changement de régime seront René Coty, dernier Président de la IVe République, et de Gaulle, premier Président de la Ve République, tous deux sont d'accord pour que la transition se déroule dans les règles, ce qui sera le cas.

## Réactions aux événements

### Gouvernement Pflimlin
En réaction l'assemblée vote dans la nuit du 13 au 14 mai la constitution du gouvernement Pflimlin pour rétablir l'autorité républicaine par 274 voix pour et 137 voix contre.

### Opération Résurrection
Pour accélérer la nomination du général de Gaulle à la tête du gouvernement français, les gaullistes et les putschistes à Alger planifient un complot nommé opération Résurrection.
Un des épisodes de l'opération Résurrection débouche sur la mise sur pied d'un second comité de salut public à Ajaccio, et la prise de contrôle par les putschistes gaullistes de la Corse, sans effusion de sang.
La menace d'une opération militaire et d'un coup d'Etat, prévus par ce complot et phase finale éventuelle de cette opération, cette fois-ci sur Paris, incite les députés à accepter la passation de pouvoir « au plus illustre des Français » que le président René Coty souhaite, ce qu'il obtient en menaçant de démissionner. Le parachutage de militaires aux environs de Paris et la prise de contrôle des lieux de pouvoir par les militaires et les putschistes gaullistes  a été annulé in extremis, le président la République René Coty s'étant résolu à nommer de Gaulle comme président du Conseil ,.

## Sortie de crise

### Gouvernement de salut public
Devant la menace de prise de pouvoir par l'armée après les coups d'Alger et de Corse, René Coty transmit le pouvoir exécutif à de Gaulle le 1er juin 1958. Dans la foulée celui-ci forma un gouvernement provisoire remplaçant le contesté gouvernement Pierre Pflimlin qui avait cessé d'être deux jours auparavant.

### Filmographie
Documentaire
- La Guerre d'Algérie, Yves Courrière et Philippe Monnier, Reggane Films, 1972

Vidéos d'archives INA
- La journée de mardi à Alger, Journal Télévisé de 20H, ORTF, 14/05/1958
- Raoul Salan et L'Empire français, Journal Télévisé de 13H, ORTF, 04/02/1973